# Puchar Heinekena (2007/2008)
Puchar Heinekena 2007/2008 – trzynasta edycja Pucharu Heinekena, pierwszego poziomu europejskich klubowych rozgrywek w rugby union. Zawody odbyły się w dniach 9 listopada 2007 – 24 maja 2008 roku.
Najwięcej punktów w sezonie zdobył Glen Jackson, zaś czterech zawodników zdobyło po pięć przyłożeń będących najlepszym wynikiem tej edycji.

## Faza grupowa

### Grupa A
| 9 listopada 200721:00 | Perpignan                                                            | 23:19(13:5) | Dragons                                                     | Stade Aimé Giral, Perpignan Widzów: 10 250 Sędzia: Alan Lewis |
| 9 listopada 200721:00 | Cédric Rosalen 13 (2pd 3K) Guilhem Guirado 5 (P) Henry Tuilagi 5 (P) | 23:19(13:5) | Ceri Sweeney 9 (P 2pd) Gareth Wyatt 5 (P) Joe Bearman 5 (P) | Stade Aimé Giral, Perpignan Widzów: 10 250 Sędzia: Alan Lewis |
| 9 listopada 200721:00 | Nathan Hines                                                         | 23:19(13:5) |                                                             | Stade Aimé Giral, Perpignan Widzów: 10 250 Sędzia: Alan Lewis |

| 10 listopada 200715:00 | London Irish | 42:9(13:6) | Benetton             | Madejski Stadium, Reading Widzów: 6 771 Sędzia: Tim Hayes |
| 10 listopada 200715:00 | Delon Armitage 5 (P) Juan Leguizamon 5 (P) Peter Hewat 12 (P 2pd K) Peter Richards 10 (2P) Steffon Armitage 5 (P) Tomas De Vedia 5 (P) | 42:9(13:6) | Marius Goosen 9 (3K) | Madejski Stadium, Reading Widzów: 6 771 Sędzia: Tim Hayes |
| 10 listopada 200715:00 | Brendan Williams | 42:9(13:6) |                      | Madejski Stadium, Reading Widzów: 6 771 Sędzia: Tim Hayes |

| 17 listopada 200713:30 | Dragons                                                     | 17:45(10:31) | London Irish                                                                                            | Rodney Parade, Newport Widzów: 6 132 Sędzia: Christophe Berdos |
| 17 listopada 200713:30 | Ceri Sweeney 7 (2pd K) Michael Owen 5 (P) Steve Jones 5 (P) | 17:45(10:31) | Delon Armitage 10 (2P) Mike Catt 5 (P) Nick Kennedy 5 (P) Peter Hewat 15 (6pd K) Tomas De Vedia 10 (2P) | Rodney Parade, Newport Widzów: 6 132 Sędzia: Christophe Berdos |

| 17 listopada 200714:30 | Benetton                                 | 17:29(11:8) | Perpignan | Stadio comunale di Monigo, Treviso Widzów: 3 000 Sędzia: Andrew Small |
| 17 listopada 200714:30 | Ben De Jager 5 (P) Marius Goosen 12 (4K) | 17:29(11:8) | Adrien Planté 5 (P) Cédric Rosalen 7 (2pd K) Damien Chouly 5 (P) Mickael Ladhuie 5 (P) Nicolas Durand 2 (pd) Viliami Vaki 5 (P) | Stadio comunale di Monigo, Treviso Widzów: 3 000 Sędzia: Andrew Small |
| 17 listopada 200714:30 | Nicolas De Gregori                       | 17:29(11:8) | Adrien Planté | Stadio comunale di Monigo, Treviso Widzów: 3 000 Sędzia: Andrew Small |

| 8 grudnia 200714:30 | Benetton                                                                                   | 33:35(13:25) | Dragons | Stadio comunale di Monigo, Treviso Widzów: 3 000 Sędzia: Rob Debney |
| 8 grudnia 200714:30 | Alberto Sgarbi 5 (P) Lucas Borges 5 (P) Marius Goosen 18 (3pd 4K) Nicolas De Gregori 5 (P) | 33:35(13:25) | Ceri Sweeney 15 (3pd dg 2K) Colin Charvis 5 (P) Rhodri Gomer-Davies 5 (P) Rhys Thomas 5 (P) Richard Mustoe 5 (P) | Stadio comunale di Monigo, Treviso Widzów: 3 000 Sędzia: Rob Debney |
| 8 grudnia 200714:30 | Rhys Thomas                                                                                | 33:35(13:25) | | Stadio comunale di Monigo, Treviso Widzów: 3 000 Sędzia: Rob Debney |

| 9 grudnia 200715:00 | London Irish                           | 24:16(8:9) | Perpignan                                           | Madejski Stadium, Reading Widzów: 8 301 Sędzia: Malcolm Changleng |
| 9 grudnia 200715:00 | Bob Casey 5 (P) Peter Hewat 14 (pd 4K) | 24:16(8:9) | Adrien Planté 5 (P) Jerome Porical 11 (pd 3K)       | Madejski Stadium, Reading Widzów: 8 301 Sędzia: Malcolm Changleng |
| 9 grudnia 200715:00 | David Paice                            | 24:16(8:9) | Gerrie Britz · Nicolas Mas · Rimas Alvarez Kairelis | Madejski Stadium, Reading Widzów: 8 301 Sędzia: Malcolm Changleng |

| 15 grudnia 200714:30 | Dragons                                                                         | 22:24(7:8) | Benetton                                                           | Rodney Parade, Newport Widzów: 4 516 Sędzia: Andrew Small |
| 15 grudnia 200714:30 | Ceri Sweeney 7 (2pd dg) Colin Charvis 5 (P) Joe Bearman 5 (P) Rhys Thomas 5 (P) | 22:24(7:8) | Dion Kingi 5 (P) Marius Goosen 14 (pd 4K) Nicolas De Gregori 5 (P) | Rodney Parade, Newport Widzów: 4 516 Sędzia: Andrew Small |
| 15 grudnia 200714:30 | Adam Black                                                                      | 22:24(7:8) | Nicolas De Gregori                                                 | Rodney Parade, Newport Widzów: 4 516 Sędzia: Andrew Small |

| 15 grudnia 200716:30 | Perpignan                                                                                 | 23:6(3:3) | London Irish       | Stade Aimé Giral, Perpignan Widzów: 11 230 Sędzia: Carlo Damasco |
| 15 grudnia 200716:30 | Cédric Rosalen 11 (pd 3K) Christophe Manas 5 (P) Jerome Porical 2 (pd) Nathan Hines 5 (P) | 23:6(3:3) | Peter Hewat 6 (2K) | Stade Aimé Giral, Perpignan Widzów: 11 230 Sędzia: Carlo Damasco |
| 15 grudnia 200716:30 | Delon Armitage                                                                            | 23:6(3:3) |                    | Stade Aimé Giral, Perpignan Widzów: 11 230 Sędzia: Carlo Damasco |

| 12 stycznia 200813:30 | London Irish                                                                                | 41:24(29:7) | Dragons                                                                        | Madejski Stadium, Reading Widzów: 8 277 Sędzia: Peter Allan |
| 12 stycznia 200813:30 | Eoghan Hickey 7 (P pd) Peter Hewat 14 (P 3pd K) Richard Thorpe 15 (3P) Shane Geraghty 5 (P) | 41:24(29:7) | Ben Daly 5 (P) Ceri Sweeney 9 (P 2pd) Gareth Wyatt 5 (P) Richard Fussell 5 (P) | Madejski Stadium, Reading Widzów: 8 277 Sędzia: Peter Allan |
| 12 stycznia 200813:30 | Paul Emerick · Peter Sidoli                                                                 | 41:24(29:7) |                                                                                | Madejski Stadium, Reading Widzów: 8 277 Sędzia: Peter Allan |

| 12 stycznia 200818:30 | Perpignan | 55:13(15:13) | Benetton                                        | Stade Aimé Giral, Perpignan Widzów: 9 500 Sędzia: Tim Hayes |
| 12 stycznia 200818:30 | Cédric Rosalen 11 (4pd K) Chris Cusiter 5 (P) Gerrie Britz 5 (P) Guilhem Guirado 15 (3P) Jean-Pierre Perez 5 (P) Nicolas Durand 5 (P) Percy Montgomery 4 (2pd) Rimas Alvarez Kairelis 5 (P) | 55:13(15:13) | Cornelius van Zyl 5 (P) Marius Goosen 8 (pd 2K) | Stade Aimé Giral, Perpignan Widzów: 9 500 Sędzia: Tim Hayes |

| 19 stycznia 200813:30 | Dragons                                                                                            | 0:25(0:10) | Perpignan | Rodney Parade, Newport Widzów: 5 496 Sędzia: Rob Debney |
| 19 stycznia 200813:30 | Adrien Planté 5 (P) David Marty 5 (P) Jean-Philippe Grandclaude 5 (P) Percy Montgomery 10 (2pd 2K) | 0:25(0:10) |           | Rodney Parade, Newport Widzów: 5 496 Sędzia: Rob Debney |

| 19 stycznia 200814:30 | Benetton                                | 11:24(0:19) | London Irish                                                      | Stadio comunale di Monigo, Treviso Widzów: 3 500 Sędzia: Pascal Gaüzère |
| 19 stycznia 200814:30 | Ben De Jager 5 (P) Marius Goosen 6 (2K) | 11:24(0:19) | Peter Hewat 14 (2P 2pd) Peter Richards 5 (P) Tomas De Vedia 5 (P) | Stadio comunale di Monigo, Treviso Widzów: 3 500 Sędzia: Pascal Gaüzère |
| 19 stycznia 200814:30 | Nicolas De Gregori · Salvatore Costanzo | 11:24(0:19) |                                                                   | Stadio comunale di Monigo, Treviso Widzów: 3 500 Sędzia: Pascal Gaüzère |

### Grupa B
| 9 listopada 200720:00 | Ulster                                        | 14:32(14:29) | Gloucester | Ravenhill Stadium, Belfast Widzów: 13 000 Sędzia: Nigel Owens |
| 9 listopada 200720:00 | Matt McCullough 5 (P) Paddy Wallace 9 (P 2pd) | 14:32(14:29) | Iain Balshaw 5 (P) James Simpson-Daniel 5 (P) Lesley Vainikolo 5 (P) Mike Tindall 5 (P) Ryan Lamb 12 (P 2pd K) | Ravenhill Stadium, Belfast Widzów: 13 000 Sędzia: Nigel Owens |

| 10 listopada 200717:30 | Ospreys                                  | 22:15(16:6) | Bourgoin-Jallieu                             | Liberty Stadium, Swansea Widzów: 9 704 Sędzia: Dave Pearson |
| 10 listopada 200717:30 | Gavin Henson 5 (P) James Hook 17 (pd 5K) | 22:15(16:6) | Benjamin Boyet 9 (3K) Sebastien Laloo 6 (2K) | Liberty Stadium, Swansea Widzów: 9 704 Sędzia: Dave Pearson |
| 10 listopada 200717:30 | Filo Tiatia                              | 22:15(16:6) |                                              | Liberty Stadium, Swansea Widzów: 9 704 Sędzia: Dave Pearson |

| 16 listopada 200720:00 | Gloucester                                                                                  | 26:18(9:12) | Ospreys                                   | Kingsholm Stadium, Gloucester Widzów: 16 500 Sędzia: George Clancy |
| 16 listopada 200720:00 | Anthony Allen 5 (P) Chris Paterson 5 (pd K) James Simpson-Daniel 5 (P) Ryan Lamb 11 (pd 3K) | 26:18(9:12) | James Hook 8 (pd 2K) Sonny Parker 10 (2P) | Kingsholm Stadium, Gloucester Widzów: 16 500 Sędzia: George Clancy |
| 16 listopada 200720:00 | Carlos Nieto                                                                                | 26:18(9:12) | Jonny Vaughton                            | Kingsholm Stadium, Gloucester Widzów: 16 500 Sędzia: George Clancy |

| 16 listopada 200721:00 | Bourgoin-Jallieu                                                          | 24:17(9:17) | Ulster                                                           | Stade Pierre Rajon, Bourgoin-Jallieu Widzów: 6 000 Sędzia: Wayne Barnes |
| 16 listopada 200721:00 | Arnaud Tchougong 5 (P) Benjamin Boyet 14 (pd 4K) Jean-Francois Coux 5 (P) | 24:17(9:17) | Kieron Dawson 5 (P) Paddy Wallace 7 (2pd K) Simon Danielli 5 (P) | Stade Pierre Rajon, Bourgoin-Jallieu Widzów: 6 000 Sędzia: Wayne Barnes |

| 7 grudnia 200720:00 | Ospreys | 48:17(15:3) | Ulster                                                        | Liberty Stadium, Swansea Widzów: 8 082 Sędzia: Chris White |
| 7 grudnia 200720:00 | Alun Wyn Jones 5 (P) Filo Tiatia 5 (P) James Hook 13 (5pd K) Justin Marshall 5 (P) Lee Byrne 5 (P) Nikki Walker 10 (2P) Sonny Parker 5 (P) | 48:17(15:3) | Isaac Boss 5 (P) Paddy Wallace 7 (2pd K) Simon Danielli 5 (P) | Liberty Stadium, Swansea Widzów: 8 082 Sędzia: Chris White |

| 7 grudnia 200721:00 | Bourgoin-Jallieu                         | 7:31(0:17) | Gloucester                                                                                  | Stade Pierre Rajon, Bourgoin-Jallieu Widzów: 6 500 Sędzia: Alain Rolland |
| 7 grudnia 200721:00 | Benjamin Boyet 2 (pd) Julien Frier 5 (P) | 7:31(0:17) | Andy Titterrell 5 (P) Anthony Allen 5 (P) James Simpson-Daniel 5 (P) Ryan Lamb 16 (P 4pd K) | Stade Pierre Rajon, Bourgoin-Jallieu Widzów: 6 500 Sędzia: Alain Rolland |

| 14 grudnia 200720:00 | Ulster                                    | 8:16(8:6) | Ospreys                                     | Ravenhill Stadium, Belfast Widzów: 9 665 Sędzia: Malcolm Changleng |
| 14 grudnia 200720:00 | Niall O’Connor 3 (K) Simon Danielli 5 (P) | 8:16(8:6) | James Hook 11 (pd 3K) Justin Marshall 5 (P) | Ravenhill Stadium, Belfast Widzów: 9 665 Sędzia: Malcolm Changleng |
| 14 grudnia 200720:00 | Carlo del Fava · Ryan Caldwell            | 8:16(8:6) |                                             | Ravenhill Stadium, Belfast Widzów: 9 665 Sędzia: Malcolm Changleng |

| 15 grudnia 200715:00 | Gloucester | 51:27(30:13) | Bourgoin-Jallieu                                                                                     | Kingsholm Stadium, Gloucester Widzów: 12 370 Sędzia: George Clancy |
| 15 grudnia 200715:00 | Akapusi Qera 5 (P) Gareth Delve 5 (P) Iain Balshaw 5 (P) Lesley Vainikolo 5 (P) Ryan Lamb 26 (P 6pd 3K) Willie Walker 5 (P) | 51:27(30:13) | Benjamin Boyet 12 (3pd 2K) Brice Monzeglio 5 (P) Jean-Philippe Genevois 5 (P) Matthieu Nicolas 5 (P) | Kingsholm Stadium, Gloucester Widzów: 12 370 Sędzia: George Clancy |
| 15 grudnia 200715:00 | Damien Fevre | 51:27(30:13) | | Kingsholm Stadium, Gloucester Widzów: 12 370 Sędzia: George Clancy |

| 11 stycznia 200819:30 | Ulster                                                                                | 25:24(6:17) | Bourgoin-Jallieu                                                                                             | Ravenhill Stadium, Belfast Widzów: 8 340 Sędzia: James Jones |
| 11 stycznia 200819:30 | Andrew Trimble 5 (P) David Humphreys 10 (2pd 2K) Paul Marshall 5 (P) Tommy Bowe 5 (P) | 25:24(6:17) | Augusto Petrilli 5 (P) Florian Denos 5 (P) Jean-Francois Coux 5 (P) Morgan Parra 4 (2pd) Rémy Vigneaux 5 (P) | Ravenhill Stadium, Belfast Widzów: 8 340 Sędzia: James Jones |
| 11 stycznia 200819:30 | Brice Monzeglio · Julien Frier · Wessel Jooste                                        | 25:24(6:17) | | Ravenhill Stadium, Belfast Widzów: 8 340 Sędzia: James Jones |

| 12 stycznia 200817:30 | Ospreys                                                           | 32:15(19:3) | Gloucester                                                | Liberty Stadium, Swansea Widzów: 18 017 Sędzia: Alan Lewis |
| 12 stycznia 200817:30 | James Hook 22 (2pd 6K) Richard Hibbard 5 (P) Shane Williams 5 (P) | 32:15(19:3) | Chris Paterson 2 (pd) Rory Lawson 5 (P) Ryan Lamb 8 (P K) | Liberty Stadium, Swansea Widzów: 18 017 Sędzia: Alan Lewis |
| 12 stycznia 200817:30 | Alasdair Strokosch · Luke Narraway · Olivier Azam · Peter Buxton  | 32:15(19:3) |                                                           | Liberty Stadium, Swansea Widzów: 18 017 Sędzia: Alan Lewis |

| 20 stycznia 200813:00 | Gloucester                                                                                                  | 29:21(14:7) | Ulster                                                                              | Kingsholm Stadium, Gloucester Widzów: 12 480 Sędzia: Romain Poite |
| 20 stycznia 200813:00 | Akapusi Qera 10 (2P) Alasdair Strokosch 5 (P) Chris Paterson 4 (2pd) Iain Balshaw 5 (P) Luke Narraway 5 (P) | 29:21(14:7) | Andrew Trimble 5 (P) Niall O’Connor 2 (pd) Paddy Wallace 4 (2pd) Tommy Bowe 10 (2P) | Kingsholm Stadium, Gloucester Widzów: 12 480 Sędzia: Romain Poite |
| 20 stycznia 200813:00 | Akapusi Qera                                                                                                | 29:21(14:7) | Mark McCrea                                                                         | Kingsholm Stadium, Gloucester Widzów: 12 480 Sędzia: Romain Poite |

| 20 stycznia 200814:00 | Bourgoin-Jallieu                                                                      | 21:28(6:18) | Ospreys                                                                           | Stade Pierre Rajon, Bourgoin-Jallieu Widzów: 5 500 Sędzia: Wayne Barnes |
| 20 stycznia 200814:00 | Florian Denos 5 (P) Karena Wihongi 5 (P) Morgan Parra 5 (pd K) Sebastien Laloo 6 (2K) | 21:28(6:18) | James Hook 13 (2pd 3K) Jonathan Thomas 5 (P) Lee Byrne 5 (P) Shane Williams 5 (P) | Stade Pierre Rajon, Bourgoin-Jallieu Widzów: 5 500 Sędzia: Wayne Barnes |
| 20 stycznia 200814:00 | Lee Byrne                                                                             | 21:28(6:18) |                                                                                   | Stade Pierre Rajon, Bourgoin-Jallieu Widzów: 5 500 Sędzia: Wayne Barnes |

### Grupa C
| 10 listopada 200714:35 | Stade Français | 37:17(17:3) | Harlequins                                                                    | Stade Jean-Bouin, Paryż Widzów: 12 000 Sędzia: Alain Rolland |
| 10 listopada 200714:35 | Brian Liebenberg 9 (P 2pd) Christophe Dominici 5 (P) David Skrela 13 (2pd 3K) Julien Saubade 5 (P) Mirco Bergamasco 5 (P) | 37:17(17:3) | Adrian Jarvis 2 (pd) Chris Malone 5 (pd K) De Wet Barry 5 (P) Ugo Monye 5 (P) | Stade Jean-Bouin, Paryż Widzów: 12 000 Sędzia: Alain Rolland |

| 11 listopada 200713:00 | Cardiff Blues                                                                           | 34:18(10:13) | Bristol                                                    | Cardiff Arms Park, Cardiff Widzów: 10 531 Sędzia: Peter Fitzgibbon |
| 11 listopada 200713:00 | Ben Blair 14 (4pd 2K) Jamie Robinson 5 (P) Maama Molitika 5 (P) Martyn Williams 10 (2P) | 34:18(10:13) | David Hill 5 (P) Jason Strange 8 (pd 2K) Tom Arscott 5 (P) | Cardiff Arms Park, Cardiff Widzów: 10 531 Sędzia: Peter Fitzgibbon |
| 11 listopada 200713:00 | Darren Crompton                                                                         | 34:18(10:13) |                                                            | Cardiff Arms Park, Cardiff Widzów: 10 531 Sędzia: Peter Fitzgibbon |

| 17 listopada 200715:30 | Harlequins                               | 13:13(10:3) | Cardiff Blues                         | Twickenham Stoop, Londyn Widzów: 11 304 Sędzia: Pascal Gaüzère |
| 17 listopada 200715:30 | Chris Malone 8 (pd 2K) Nick Easter 5 (P) | 13:13(10:3) | Ben Blair 8 (pd 2K) Jason Spice 5 (P) | Twickenham Stoop, Londyn Widzów: 11 304 Sędzia: Pascal Gaüzère |

| 18 listopada 200715:00 | Bristol                            | 17:0(6:0) | Stade Français | Memorial Stadium, Bristol Widzów: 10 756 Sędzia: Peter Fitzgibbon |
| 18 listopada 200715:00 | David Hill 12 (4K) Neil Brew 5 (P) | 17:0(6:0) |                | Memorial Stadium, Bristol Widzów: 10 756 Sędzia: Peter Fitzgibbon |

| 8 grudnia 200715:00 | Harlequins        | 3:17(3:12) | Bristol                                               | Twickenham Stoop, Londyn Widzów: 7 288 Sędzia: Peter Allan |
| 8 grudnia 200715:00 | Danny Care 3 (dg) | 3:17(3:12) | David Hill 2 (pd) David Lemi 5 (P) Luke Arscott 5 (P) | Twickenham Stoop, Londyn Widzów: 7 288 Sędzia: Peter Allan |
| 8 grudnia 200715:00 | Ollie Kohn        | 3:17(3:12) | Darren Crompton                                       | Twickenham Stoop, Londyn Widzów: 7 288 Sędzia: Peter Allan |

| 9 grudnia 200716:00 | Stade Français                                   | 12:6(9:3) | Cardiff Blues    | Stade Jean-Bouin, Paryż Widzów: 8 972 Sędzia: Dave Pearson |
| 9 grudnia 200716:00 | David Skrela 6 (2K) Juan Martín Hernández 6 (2K) | 12:6(9:3) | Ben Blair 6 (2K) | Stade Jean-Bouin, Paryż Widzów: 8 972 Sędzia: Dave Pearson |

| 15 grudnia 200713:35 | Cardiff Blues                                                                    | 31:21(20:7) | Stade Français                                                  | Cardiff Arms Park, Cardiff Widzów: 12 114 Sędzia: Wayne Barnes |
| 15 grudnia 200713:35 | Dai Flanagan 16 (2pd dg 3K) Jamie Robinson 5 (P) Paul Tito 5 (P) Tom James 5 (P) | 31:21(20:7) | Antoine Burban 5 (P) David Skrela 11 (pd 3K) Julien Arias 5 (P) | Cardiff Arms Park, Cardiff Widzów: 12 114 Sędzia: Wayne Barnes |
| 15 grudnia 200713:35 | Rodrigo Roncero                                                                  | 31:21(20:7) |                                                                 | Cardiff Arms Park, Cardiff Widzów: 12 114 Sędzia: Wayne Barnes |

| 16 grudnia 200715:00 | Bristol                                                                                     | 20:7(0:0) | Harlequins                              | Memorial Stadium, Bristol Widzów: 7 951 Sędzia: Christophe Berdos |
| 16 grudnia 200715:00 | Alex Clarke 5 (P) David Blaney 5 (P) David Hill 3 (K) David Lemi 5 (P) Jason Strange 2 (pd) | 20:7(0:0) | Adrian Jarvis 2 (pd) Tom Williams 5 (P) | Memorial Stadium, Bristol Widzów: 7 951 Sędzia: Christophe Berdos |
| 16 grudnia 200715:00 | Danny Care                                                                                  | 20:7(0:0) |                                         | Memorial Stadium, Bristol Widzów: 7 951 Sędzia: Christophe Berdos |

| 11 stycznia 200820:00 | Cardiff Blues                                                | 23:12(10:0) | Harlequins                                              | Cardiff Arms Park, Cardiff Widzów: 9 716 Sędzia: Romain Poite |
| 11 stycznia 200820:00 | Ben Blair 13 (2pd 3K) Dafydd Hewitt 5 (P) Tom Shanklin 5 (P) | 23:12(10:0) | Chris Malone 2 (pd) Hal Luscombe 5 (P) Mike Brown 5 (P) | Cardiff Arms Park, Cardiff Widzów: 9 716 Sędzia: Romain Poite |
| 11 stycznia 200820:00 | De Wet Barry                                                 | 23:12(10:0) |                                                         | Cardiff Arms Park, Cardiff Widzów: 9 716 Sędzia: Romain Poite |

| 11 stycznia 200821:00 | Stade Français                                               | 19:11(9:3) | Bristol                                | Stade Jean-Bouin, Paryż Widzów: 8 783 Sędzia: George Clancy |
| 11 stycznia 200821:00 | David Skrela 9 (3K) Ignacio Corleto 5 (P) Julien Arias 5 (P) | 19:11(9:3) | Jason Strange 6 (2K) Tom Arscott 5 (P) | Stade Jean-Bouin, Paryż Widzów: 8 783 Sędzia: George Clancy |
| 11 stycznia 200821:00 | Rodrigo Roncero                                              | 19:11(9:3) | Jason Hobson                           | Stade Jean-Bouin, Paryż Widzów: 8 783 Sędzia: George Clancy |

| 20 stycznia 200815:00 | Bristol                                                      | 0:17(0:14) | Cardiff Blues | Memorial Stadium, Bristol Widzów: 11 289 Sędzia: Alain Rolland |
| 20 stycznia 200815:00 | Ben Blair 7 (2pd K) Gareth Thomas 5 (P) Maama Molitika 5 (P) | 0:17(0:14) |               | Memorial Stadium, Bristol Widzów: 11 289 Sędzia: Alain Rolland |

| 20 stycznia 200815:00 | Harlequins                               | 10:31(3:17) | Stade Français                                                                              | Twickenham Stoop, Londyn Widzów: 11 737 Sędzia: Tim Hayes |
| 20 stycznia 200815:00 | Adrian Jarvis 5 (pd K) Simon Keogh 5 (P) | 10:31(3:17) | David Skrela 16 (P 4pd K) Dimitri Szarzewski 5 (P) Ignacio Corleto 5 (P) Julien Arias 5 (P) | Twickenham Stoop, Londyn Widzów: 11 737 Sędzia: Tim Hayes |
| 20 stycznia 200815:00 | Rodrigo Roncero                          | 10:31(3:17) |                                                                                             | Twickenham Stoop, Londyn Widzów: 11 737 Sędzia: Tim Hayes |

### Grupa D
| 10 listopada 200714:30 | Viadana                                      | 11:19(8:13) | Biarritz                                          | Stadio Luigi Zaffanella, Viadana Widzów: 2 920 Sędzia: Peter Allan |
| 10 listopada 200714:30 | Corrado Pilat 6 (2K) Steven Bortolussi 5 (P) | 11:19(8:13) | Ashwin Willemse 5 (P) Dimitri Yachvili 14 (pd 4K) | Stadio Luigi Zaffanella, Viadana Widzów: 2 920 Sędzia: Peter Allan |

| 11 listopada 200715:00 | Saracens                                                                                             | 33:31(25:11) | Glasgow                                                                            | Vicarage Road, Watford Widzów: 7 012 Sędzia: Romain Poite |
| 11 listopada 200715:00 | Ben Skirving 5 (P) Glen Jackson 13 (2pd 3K) Hugh Vyvyan 5 (P) Kameli Ratuvou 5 (P) Rodd Penney 5 (P) | 33:31(25:11) | Alastair Kellock 5 (P) Dan Parks 16 (2pd 4K) Hefin O’Hare 5 (P) John Barclay 5 (P) | Vicarage Road, Watford Widzów: 7 012 Sędzia: Romain Poite |

| 16 listopada 200719:30 | Glasgow                                                                                              | 41:31(24:14) | Viadana                                                                                       | Firhill Stadium, Glasgow Widzów: 1 722 Sędzia: James Jones |
| 16 listopada 200719:30 | Dan Parks 21 (P 5pd 2K) Graeme Morrison 5 (P) Hefin O’Hare 5 (P) John Barclay 5 (P) Sam Pinder 5 (P) | 41:31(24:14) | Aldo Birchall 5 (P) Calvin Howarth 11 (4pd K) Hayden Pedersen 10 (2P) Steven Bortolussi 5 (P) | Firhill Stadium, Glasgow Widzów: 1 722 Sędzia: James Jones |

| 17 listopada 200716:30 | Biarritz                                          | 22:21(9:14) | Saracens                                                                       | Parc des Sports Aguiléra, Biarritz Widzów: 9 000 Sędzia: Malcolm Changleng |
| 17 listopada 200716:30 | Dimitri Yachvili 17 (pd 5K) Philippe Bidabe 5 (P) | 22:21(9:14) | Andy Farrell 5 (P) Glen Jackson 6 (3pd) Kameli Ratuvou 5 (P) Rodd Penney 5 (P) | Parc des Sports Aguiléra, Biarritz Widzów: 9 000 Sędzia: Malcolm Changleng |

| 8 grudnia 200715:00 | Saracens | 71:7(36:0) | Viadana                 | Vicarage Road, Watford Widzów: 5 982 Sędzia: Pascal Gaüzère |
| 8 grudnia 200715:00 | Census Johnston 5 (P) Glen Jackson 26 (P 9pd K) Kameli Ratuvou 10 (2P) Masi Matadigo 5 (P) Richard Haughton 15 (3P) Richard Hill 5 (P) | 71:7(36:0) | Calvin Howarth 7 (P pd) | Vicarage Road, Watford Widzów: 5 982 Sędzia: Pascal Gaüzère |
| 8 grudnia 200715:00 | Dion Waller | 71:7(36:0) |                         | Vicarage Road, Watford Widzów: 5 982 Sędzia: Pascal Gaüzère |

| 9 grudnia 200713:00 | Glasgow          | 9:6(9:3) | Biarritz            | Firhill Stadium, Glasgow Widzów: 2 194 Sędzia: Tim Hayes |
| 9 grudnia 200713:00 | Dan Parks 9 (3K) | 9:6(9:3) | Julien Dupuy 6 (2K) | Firhill Stadium, Glasgow Widzów: 2 194 Sędzia: Tim Hayes |

| 14 grudnia 200721:00 | Biarritz                                          | 21:14(3:11) | Glasgow                                | Parc des Sports Aguiléra, Biarritz Widzów: 7 200 Sędzia: Nigel Owens |
| 14 grudnia 200721:00 | Damien Traille 11 (pd 3K) Samiu Vahafolau 10 (2P) | 21:14(3:11) | Dan Parks 9 (dg 2K) John Barclay 5 (P) | Parc des Sports Aguiléra, Biarritz Widzów: 7 200 Sędzia: Nigel Owens |
| 14 grudnia 200721:00 | Justin Va'a                                       | 21:14(3:11) |                                        | Parc des Sports Aguiléra, Biarritz Widzów: 7 200 Sędzia: Nigel Owens |

| 15 grudnia 200714:30 | Viadana                                                                                   | 26:34(26:3) | Saracens                                                            | Stadio Luigi Zaffanella, Viadana Widzów: 3 400 Sędzia: Peter Fitzgibbon |
| 15 grudnia 200714:30 | Calvin Howarth 6 (3pd) Jaco Erasmus 10 (2P) Kaine Robertson 5 (P) Steven Bortolussi 5 (P) | 26:34(26:3) | David Seymour 5 (P) Glen Jackson 19 (2pd 5K) Richard Haughton 5 (P) | Stadio Luigi Zaffanella, Viadana Widzów: 3 400 Sędzia: Peter Fitzgibbon |
| 15 grudnia 200714:30 | Josh Sole                                                                                 | 26:34(26:3) |                                                                     | Stadio Luigi Zaffanella, Viadana Widzów: 3 400 Sędzia: Peter Fitzgibbon |

| 12 stycznia 200814:30 | Viadana                                                        | 15:18(12:10) | Glasgow                                                       | Stadio Luigi Zaffanella, Viadana Widzów: 2 270 Sędzia: Jérôme Garcès |
| 12 stycznia 200814:30 | Calvin Howarth 2 (pd) Corrado Pilat 3 (K) Jaco Erasmus 10 (2P) | 15:18(12:10) | Bernardo Stortoni 5 (P) Dan Parks 8 (pd 2K) Kelly Brown 5 (P) | Stadio Luigi Zaffanella, Viadana Widzów: 2 270 Sędzia: Jérôme Garcès |

| 12 stycznia 200815:30 | Saracens                                                                                             | 45:16(13:13) | Biarritz                                      | Vicarage Road, Watford Widzów: 8 656 Sędzia: Nigel Owens |
| 12 stycznia 200815:30 | Brent Russell 2 (pd) Chris Jack 10 (2P) Glen Jackson 18 (3pd 4K) Hugh Vyvyan 5 (P) Rodd Penney 5 (P) | 45:16(13:13) | Julien Dupuy 11 (pd 3K) Romain Cabannes 5 (P) | Vicarage Road, Watford Widzów: 8 656 Sędzia: Nigel Owens |
| 12 stycznia 200815:30 | Serge Betsen                                                                                         | 45:16(13:13) |                                               | Vicarage Road, Watford Widzów: 8 656 Sędzia: Nigel Owens |

| 18 stycznia 200820:00 | Glasgow                                   | 17:21(9:18) | Saracens                                         | Firhill Stadium, Glasgow Widzów: 5 213 Sędzia: Alan Lewis |
| 18 stycznia 200820:00 | Bernardo Stortoni 5 (P) Dan Parks 12 (4K) | 17:21(9:18) | Glen Jackson 16 (P pd 3K) Richard Haughton 5 (P) | Firhill Stadium, Glasgow Widzów: 5 213 Sędzia: Alan Lewis |

| 18 stycznia 200821:00 | Biarritz                                                                                  | 25:16(10:9) | Viadana                                       | Parc des Sports Aguiléra, Biarritz Widzów: 6 000 Sędzia: Andrew Small |
| 18 stycznia 200821:00 | Jacques Cronje 5 (P) Manuel Carizza 5 (P) Marcelo Bosch 5 (pd K) Takudzwa Ngwenya 10 (2P) | 25:16(10:9) | Calvin Howarth 14 (P 3K) Corrado Pilat 2 (pd) | Parc des Sports Aguiléra, Biarritz Widzów: 6 000 Sędzia: Andrew Small |

### Grupa E
| 10 listopada 200717:30 | London Wasps                                                        | 24:23(13:20) | Munster                                                     | Ricoh Arena, Coventry Widzów: 21 506 Sędzia: Malcolm Changleng |
| 10 listopada 200717:30 | Danny Cipriani 14 (pd 4K) George Skivington 5 (P) Riki Flutey 5 (P) | 24:23(13:20) | Ronan O’Gara 13 (2pd 3K) Rua Tipoki 5 (P) Shaun Payne 5 (P) | Ricoh Arena, Coventry Widzów: 21 506 Sędzia: Malcolm Changleng |
| 10 listopada 200717:30 | Marcus Horan                                                        | 24:23(13:20) |                                                             | Ricoh Arena, Coventry Widzów: 21 506 Sędzia: Malcolm Changleng |

| 11 listopada 200716:00 | Clermont | 48:21(20:7) | Scarlets                                                                    | Stade Marcel-Michelin, Clermont-Ferrand Widzów: 13 000 Sędzia: Chris White |
| 11 listopada 200716:00 | Alex King 2 (pd) Aurélien Rougerie 15 (3P) Brock James 16 (P 4pd K) Julien Bonnaire 5 (P) Julien Malzieu 5 (P) Thomas Domingo 5 (P) | 48:21(20:7) | Dafydd James 5 (P) Dwayne Peel 5 (P) Regan King 5 (P) Stephen Jones 6 (3pd) | Stade Marcel-Michelin, Clermont-Ferrand Widzów: 13 000 Sędzia: Chris White |

| 17 listopada 200717:30 | Scarlets                                                      | 17:33(10:19) | London Wasps                                                                              | Stradey Park, Llanelli Widzów: 9 557 Sędzia: Alain Rolland |
| 17 listopada 200717:30 | Mark Jones 5 (P) Simon Easterby 5 (P) Stephen Jones 7 (2pd K) | 17:33(10:19) | Danny Cipriani 13 (P 4pd) Fraser Waters 10 (2P) George Skivington 5 (P) Riki Flutey 5 (P) | Stradey Park, Llanelli Widzów: 9 557 Sędzia: Alain Rolland |

| 18 listopada 200713:00 | Munster | 36:13(17:6) | Clermont                                    | Thomond Park, Limerick Widzów: 12 003 Sędzia: Nigel Owens |
| 18 listopada 200713:00 | Alan Quinlan 5 (P) Brian Carney 5 (P) Marcus Horan 5 (P) Ronan O’Gara 11 (4pd K) Rua Tipoki 5 (P) Shaun Payne 5 (P) | 36:13(17:6) | Marius Joubert 5 (P) Seremaia Bai 8 (pd 2K) | Thomond Park, Limerick Widzów: 12 003 Sędzia: Nigel Owens |
| 18 listopada 200713:00 | Vilimoni Delasau | 36:13(17:6) |                                             | Thomond Park, Limerick Widzów: 12 003 Sędzia: Nigel Owens |

| 8 grudnia 200714:35 | Clermont                                                                                 | 37:27(20:10) | London Wasps                                                     | Stade Marcel-Michelin, Clermont-Ferrand Widzów: 14 649 Sędzia: Alan Lewis |
| 8 grudnia 200714:35 | Aurélien Rougerie 5 (P) Brock James 22 (2pd 6K) Julien Malzieu 5 (P) Mario Ledesma 5 (P) | 37:27(20:10) | Danny Cipriani 12 (3pd 2K) James Haskell 10 (2P) Tim Payne 5 (P) | Stade Marcel-Michelin, Clermont-Ferrand Widzów: 14 649 Sędzia: Alan Lewis |

| 8 grudnia 200717:30 | Scarlets                                    | 16:29(10:22) | Munster                                                         | Stradey Park, Llanelli Widzów: 10 456 Sędzia: Wayne Barnes |
| 8 grudnia 200717:30 | Regan King 5 (P) Rhys Priestland 11 (pd 3K) | 16:29(10:22) | David Wallace 5 (P) Marcus Horan 5 (P) Ronan O’Gara 19 (2pd 5K) | Stradey Park, Llanelli Widzów: 10 456 Sędzia: Wayne Barnes |
| 8 grudnia 200717:30 | Deacon Manu · Mark Jones                    | 16:29(10:22) | Lifeimi Mafi                                                    | Stradey Park, Llanelli Widzów: 10 456 Sędzia: Wayne Barnes |

| 15 grudnia 200717:30 | London Wasps                                                                   | 25:24(22:3) | Clermont                                                                                | Adams Park, High Wycombe Widzów: 8 371 Sędzia: Alain Rolland |
| 15 grudnia 200717:30 | Danny Cipriani 10 (2pd 2K) Eoin Reddan 5 (P) Paul Sackey 5 (P) Tom Voyce 5 (P) | 25:24(22:3) | Alex King 9 (3pd K) Aurélien Rougerie 5 (P) Emmanuel Etien 5 (P) Vilimoni Delasau 5 (P) | Adams Park, High Wycombe Widzów: 8 371 Sędzia: Alain Rolland |
| 15 grudnia 200717:30 | Jamie Cudmore                                                                  | 25:24(22:3) |                                                                                         | Adams Park, High Wycombe Widzów: 8 371 Sędzia: Alain Rolland |

| 16 grudnia 200713:00 | Munster                                                      | 22:13(14:7) | Scarlets                   | Thomond Park, Limerick Widzów: 13 200 Sędzia: Dave Pearson |
| 16 grudnia 200713:00 | Brian Carney 5 (P) Jerry Flannery 5 (P) Ronan O’Gara 12 (4K) | 22:13(14:7) | Stephen Jones 13 (P pd 2K) | Thomond Park, Limerick Widzów: 13 200 Sędzia: Dave Pearson |
| 16 grudnia 200713:00 | Marcus Horan                                                 | 22:13(14:7) | Alix Popham · Ben Broster  | Thomond Park, Limerick Widzów: 13 200 Sędzia: Dave Pearson |

| 13 stycznia 200813:00 | London Wasps | 40:7(26:7) | Scarlets                                 | Adams Park, High Wycombe Widzów: 8 173 Sędzia: Christophe Berdos |
| 13 stycznia 200813:00 | Danny Cipriani 8 (4pd) David Doherty 7 (P pd) Dom Waldouck 5 (P) Fraser Waters 5 (P) Paul Sackey 5 (P) Phil Vickery 5 (P) Rob Hoadley 5 (P) | 40:7(26:7) | Deacon Manu 5 (P) Rhys Priestland 2 (pd) | Adams Park, High Wycombe Widzów: 8 173 Sędzia: Christophe Berdos |
| 13 stycznia 200813:00 | Darren Daniel | 40:7(26:7) |                                          | Adams Park, High Wycombe Widzów: 8 173 Sędzia: Christophe Berdos |

| 13 stycznia 200816:00 | Clermont                                                         | 26:19(20:6) | Munster                                    | Stade Marcel-Michelin, Clermont-Ferrand Widzów: 14 637 Sędzia: Rob Debney |
| 13 stycznia 200816:00 | Brock James 16 (2pd 4K) Mario Ledesma 5 (P) Pierre Mignoni 5 (P) | 26:19(20:6) | Lifeimi Mafi 5 (P) Ronan O’Gara 14 (pd 4K) | Stade Marcel-Michelin, Clermont-Ferrand Widzów: 14 637 Sędzia: Rob Debney |
| 13 stycznia 200816:00 | Alexandre Audebert · Arnaud Jacquet · Julien Malzieu             | 26:19(20:6) |                                            | Stade Marcel-Michelin, Clermont-Ferrand Widzów: 14 637 Sędzia: Rob Debney |

| 19 stycznia 200817:35 | Scarlets | 0:41(0:15) | Clermont | Stradey Park, Llanelli Widzów: 6 491 Sędzia: George Clancy |
| 19 stycznia 200817:35 | Anthony Floch 10 (2P) Brock James 11 (4pd K) Elvis Vermeulen 5 (P) Loic Jacquet 5 (P) Mario Ledesma 5 (P) Marius Joubert 5 (P) | 0:41(0:15) |          | Stradey Park, Llanelli Widzów: 6 491 Sędzia: George Clancy |
| 19 stycznia 200817:35 | Matthew Rees | 0:41(0:15) |          | Stradey Park, Llanelli Widzów: 6 491 Sędzia: George Clancy |

| 19 stycznia 200817:35 | Munster                                   | 19:3(9:3) | London Wasps                    | Thomond Park, Limerick Widzów: 12 257 Sędzia: Nigel Owens |
| 19 stycznia 200817:35 | Denis Leamy 5 (P) Ronan O’Gara 14 (pd 4K) | 19:3(9:3) | Danny Cipriani 3 (K)            | Thomond Park, Limerick Widzów: 12 257 Sędzia: Nigel Owens |
| 19 stycznia 200817:35 | Denis Leamy                               | 19:3(9:3) | Lawrence Dallaglio · Simon Shaw | Thomond Park, Limerick Widzów: 12 257 Sędzia: Nigel Owens |

### Grupa F
| 10 listopada 200713:30 | Leinster                                       | 22:9(6:6) | Leicester Tigers  | RDS Arena, Dublin Widzów: 18 500 Sędzia: Christophe Berdos |
| 10 listopada 200713:30 | Felipe Contepomi 17 (pd 5K) Shane Horgan 5 (P) | 22:9(6:6) | Andy Goode 9 (3K) | RDS Arena, Dublin Widzów: 18 500 Sędzia: Christophe Berdos |

| 10 listopada 200715:30 | Edynburg                                                                   | 15:19(3:9) | Tuluza                                                 | Murrayfield Stadium, Edynburg Widzów: 3 393 Sędzia: George Clancy |
| 10 listopada 200715:30 | David Blair 3 (K) John Houston 5 (P) Nick De Luca 5 (P) Phil Godman 2 (pd) | 15:19(3:9) | Jean-Baptiste Élissalde 14 (pd 4K) Maxime Médard 5 (P) | Murrayfield Stadium, Edynburg Widzów: 3 393 Sędzia: George Clancy |
| 10 listopada 200715:30 | Jean-Baptiste Élissalde                                                    | 15:19(3:9) |                                                        | Murrayfield Stadium, Edynburg Widzów: 3 393 Sędzia: George Clancy |

| 17 listopada 200715:00 | Leicester Tigers                                                                    | 39:0(27:0) | Edynburg | Welford Road, Leicester Widzów: 15 865 Sędzia: Romain Poite |
| 17 listopada 200715:00 | Andy Goode 19 (P 4pd 2K) Geordan Murphy 5 (P) Martin Corry 5 (P) Tom Varndell 5 (P) | 39:0(27:0) |          | Welford Road, Leicester Widzów: 15 865 Sędzia: Romain Poite |
| 17 listopada 200715:00 | Allan Jacobsen · Craig Hamilton                                                     | 39:0(27:0) |          | Welford Road, Leicester Widzów: 15 865 Sędzia: Romain Poite |

| 18 listopada 200721:00 | Tuluza | 33:6(6:6) | Leinster                | Stade Ernest-Wallon, Tuluza Widzów: 18 806 Sędzia: Chris White |
| 18 listopada 200721:00 | Cedric Heymans 5 (P) Clément Poitrenaud 5 (P) Jean-Baptiste Élissalde 3 (K) Valentin Courrent 15 (P 2pd dg K) Vincent Clerc 5 (P) | 33:6(6:6) | Felipe Contepomi 6 (2K) | Stade Ernest-Wallon, Tuluza Widzów: 18 806 Sędzia: Chris White |

| 7 grudnia 200720:00 | Leinster                                                               | 28:14(18:3) | Edynburg                                                | RDS Arena, Dublin Widzów: 18 145 Sędzia: Romain Poite |
| 7 grudnia 200720:00 | Felipe Contepomi 18 (P 2pd 3K) Jamie Heaslip 5 (P) Keith Gleeson 5 (P) | 28:14(18:3) | David Blair 3 (K) John Houston 5 (P) Phil Godman 6 (2K) | RDS Arena, Dublin Widzów: 18 145 Sędzia: Romain Poite |
| 7 grudnia 200720:00 | Calum MacRae                                                           | 28:14(18:3) |                                                         | RDS Arena, Dublin Widzów: 18 145 Sędzia: Romain Poite |

| 8 grudnia 200715:30 | Leicester Tigers                    | 14:9(8:6) | Tuluza                      | Welford Road, Leicester Widzów: 17 498 Sędzia: Nigel Owens |
| 8 grudnia 200715:30 | Andy Goode 9 (3K) Ollie Smith 5 (P) | 14:9(8:6) | Valentin Courrent 9 (dg 2K) | Welford Road, Leicester Widzów: 17 498 Sędzia: Nigel Owens |

| 15 grudnia 200715:30 | Edynburg                                                                       | 29:10(16:10) | Leinster                  | Murrayfield Stadium, Edynburg Widzów: 3 567 Sędzia: Tim Hayes |
| 15 grudnia 200715:30 | Ben Cairns 5 (P) Mike Blair 3 (dg) Phil Godman 16 (2pd 4K) Simon Webster 5 (P) | 29:10(16:10) | Felipe Contepomi 5 (pd K) | Murrayfield Stadium, Edynburg Widzów: 3 567 Sędzia: Tim Hayes |

| 16 grudnia 200716:00 | Tuluza                                                                                                  | 22:11(14:8) | Leicester Tigers                     | Stadium Municipal, Tuluza Widzów: 32 500 Sędzia: Alan Lewis |
| 16 grudnia 200716:00 | Clément Poitrenaud 5 (P) Jean-Baptiste Élissalde 9 (dg 2K) Valentin Courrent 3 (dg) Vincent Clerc 5 (P) | 22:11(14:8) | Andy Goode 6 (2K) Tom Varndell 5 (P) | Stadium Municipal, Tuluza Widzów: 32 500 Sędzia: Alan Lewis |

| 12 stycznia 200813:30 | Leinster                                               | 20:13(10:3) | Tuluza                                        | RDS Arena, Dublin Widzów: 16 752 Sędzia: Wayne Barnes |
| 12 stycznia 200813:30 | Felipe Contepomi 10 (2pd dg K) Luke Fitzgerald 10 (2P) | 20:13(10:3) | Valentin Courrent 8 (pd 2K) Yves Donguy 5 (P) | RDS Arena, Dublin Widzów: 16 752 Sędzia: Wayne Barnes |
| 12 stycznia 200813:30 | Gregory Lamboley                                       | 20:13(10:3) |                                               | RDS Arena, Dublin Widzów: 16 752 Sędzia: Wayne Barnes |

| 12 stycznia 200815:30 | Edynburg                                 | 17:12(7:9) | Leicester Tigers   | Murrayfield Stadium, Edynburg Widzów: 5 850 Sędzia: Peter Fitzgibbon |
| 12 stycznia 200815:30 | Phil Godman 12 (P 2pd K) Ross Ford 5 (P) | 17:12(7:9) | Andy Goode 12 (4K) | Murrayfield Stadium, Edynburg Widzów: 5 850 Sędzia: Peter Fitzgibbon |
| 12 stycznia 200815:30 | Ben Gissing                              | 17:12(7:9) | George Chuter      | Murrayfield Stadium, Edynburg Widzów: 5 850 Sędzia: Peter Fitzgibbon |

| 19 stycznia 200815:30 | Leicester Tigers                                                              | 25:9(15:6) | Leinster                | Welford Road, Leicester Widzów: 17 033 Sędzia: Christophe Berdos |
| 19 stycznia 200815:30 | Andy Goode 10 (2pd 2K) Ben Herring 5 (P) Brett Deacon 5 (P) Seru Rabeni 5 (P) | 25:9(15:6) | Felipe Contepomi 9 (3K) | Welford Road, Leicester Widzów: 17 033 Sędzia: Christophe Berdos |
| 19 stycznia 200815:30 | Andy Goode · Julian White                                                     | 25:9(15:6) |                         | Welford Road, Leicester Widzów: 17 033 Sędzia: Christophe Berdos |

| 19 stycznia 200816:30 | Tuluza | 34:10(22:3) | Edynburg                                               | Stade Ernest-Wallon, Tuluza Widzów: 18 890 Sędzia: Dave Pearson |
| 19 stycznia 200816:30 | Florian Fritz 5 (P) Gaffie du Toit 2 (pd) Jean-Baptiste Élissalde 7 (2pd K) Salvatore Perugini 5 (P) Vincent Clerc 10 (2P) Yves Donguy 5 (P) | 34:10(22:3) | Ben Gissing 5 (P) David Blair 2 (pd) Phil Godman 3 (K) | Stade Ernest-Wallon, Tuluza Widzów: 18 890 Sędzia: Dave Pearson |

## Faza pucharowa
|  |                  |               |                  |                  |    |              |              |          |  |  |       |       |       |
|  | Ćwierćfinał      | Ćwierćfinał   | Ćwierćfinał      |                  |    | Półfinał     | Półfinał     | Półfinał |  |  | Finał | Finał | Finał |
|  | Ćwierćfinał      | Ćwierćfinał   | Ćwierćfinał      |                  |    | Półfinał     | Półfinał     | Półfinał |  |  | Finał | Finał | Finał |
|  | 06 kwietnia 2008 |               |                  |                  |    |              |              |          |  |  |       |       |       |
|  |                  |               |                  |                  |    |              |              |          |  |  |       |       |       |
|  | Saracens         | Saracens      | 19               |                  |    |              |              |          |  |  |       |       |       |
|  | Saracens         | Saracens      | 19               | 27 kwietnia 2008 |    |              |              |          |  |  |       |       |       |
|  | Ospreys          | Ospreys       | 10               |                  |    |              |              |          |  |  |       |       |       |
|  | Ospreys          | Ospreys       | 10               |                  |    | Saracens     | Saracens     | 16       |  |  |       |       |       |
|  | 05 kwietnia 2008 |               |                  |                  |    | Saracens     | Saracens     | 16       |  |  |       |       |       |
|  |                  |               | Munster          | Munster          | 18 |              |              |          |  |  |       |       |       |
|  | Gloucester       | Gloucester    | Munster          | Munster          | 18 | 3            |              |          |  |  |       |       |       |
|  | Gloucester       | Gloucester    |                  |                  |    | 3            | 24 maja 2008 |          |  |  |       |       |       |
|  | Munster          | Munster       | 16               |                  |    |              |              |          |  |  |       |       |       |
|  | Munster          | Munster       | 16               |                  |    | Munster      | Munster      | 16       |  |  |       |       |       |
|  | 05 kwietnia 2008 |               |                  |                  |    | Munster      | Munster      | 16       |  |  |       |       |       |
|  |                  |               | Tuluza           | Tuluza           | 13 |              |              |          |  |  |       |       |       |
|  | London Irish     | London Irish  | Tuluza           | Tuluza           | 13 | 20           |              |          |  |  |       |       |       |
|  | London Irish     | London Irish  | 26 kwietnia 2008 |                  |    | 20           |              |          |  |  |       |       |       |
|  | Perpignan        | Perpignan     | 9                |                  |    |              |              |          |  |  |       |       |       |
|  | Perpignan        | Perpignan     | 9                |                  |    | London Irish | London Irish | 15       |  |  |       |       |       |
|  | 06 kwietnia 2008 |               |                  |                  |    | London Irish | London Irish | 15       |  |  |       |       |       |
|  |                  |               | Tuluza           | Tuluza           | 21 |              |              |          |  |  |       |       |       |
|  | Tuluza           | Tuluza        | Tuluza           | Tuluza           | 21 | 41           |              |          |  |  |       |       |       |
|  | Tuluza           | Tuluza        |                  |                  |    |              |              |          |  |  |       |       |       |
|  | Cardiff Blues    | Cardiff Blues | 17               |                  |    |              |              |          |  |  |       |       |       |
|  | Cardiff Blues    | Cardiff Blues | 17               |                  |    |              |              |          |  |  |       |       |       |

| 6 kwietnia 200812:30 | Saracens                                            | 19:10(6:3) | Ospreys                              | Vicarage Road, Watford Widzów: 18 214 Sędzia: Alan Lewis |
| 6 kwietnia 200812:30 | Francisco Leonelli 5 (P) Glen Jackson 14 (pd dg 3K) | 19:10(6:3) | James Hook 5 (pd K) Paul James 5 (P) | Vicarage Road, Watford Widzów: 18 214 Sędzia: Alan Lewis |
| 6 kwietnia 200812:30 | Lee Byrne                                           | 19:10(6:3) |                                      | Vicarage Road, Watford Widzów: 18 214 Sędzia: Alan Lewis |

| 5 kwietnia 200817:30 | Gloucester      | 3:16(0:8) | Munster                                                  | Kingsholm Stadium, Gloucester Widzów: 16 500 Sędzia: Nigel Owens |
| 5 kwietnia 200817:30 | Ryan Lamb 3 (K) | 3:16(0:8) | Doug Howlett 5 (P) Ian Dowling 5 (P) Ronan O’Gara 6 (2K) | Kingsholm Stadium, Gloucester Widzów: 16 500 Sędzia: Nigel Owens |
| 5 kwietnia 200817:30 | Carlos Nieto    | 3:16(0:8) |                                                          | Kingsholm Stadium, Gloucester Widzów: 16 500 Sędzia: Nigel Owens |

| 5 kwietnia 200815:00 | London Irish                             | 20:9(11:9) | Perpignan               | Madejski Stadium, Reading Widzów: 16 048 Sędzia: Alain Rolland |
| 5 kwietnia 200815:00 | Declan Danaher 5 (P) Peter Hewat 15 (5K) | 20:9(11:9) | Percy Montgomery 9 (3K) | Madejski Stadium, Reading Widzów: 16 048 Sędzia: Alain Rolland |
| 5 kwietnia 200815:00 | Viliami Vaki                             | 20:9(11:9) |                         | Madejski Stadium, Reading Widzów: 16 048 Sędzia: Alain Rolland |

| 6 kwietnia 200816:00 | Tuluza | 41:17(16:10) | Cardiff Blues                            | Stadium Municipal, Tuluza Widzów: 35 070 Sędzia: Wayne Barnes |
| 6 kwietnia 200816:00 | Cedric Heymans 3 (dg) Jean Bouilhou 5 (P) Jean-Baptiste Élissalde 18 (3pd dg 3K) Maleli Kunavore 5 (P) Maxime Médard 5 (P) Vincent Clerc 5 (P) | 41:17(16:10) | Ben Blair 12 (P 2pd K) Jason Spice 5 (P) | Stadium Municipal, Tuluza Widzów: 35 070 Sędzia: Wayne Barnes |
| 6 kwietnia 200816:00 | Cedric Heymans | 41:17(16:10) | Jason Spice                              | Stadium Municipal, Tuluza Widzów: 35 070 Sędzia: Wayne Barnes |

| 27 kwietnia 200815:00 | Saracens                                     | 16:18(7:15) | Munster                                      | Ricoh Arena, Coventry Widzów: 30 325 Sędzia: Nigel Owens |
| 27 kwietnia 200815:00 | Glen Jackson 11 (pd 3K) Kameli Ratuvou 5 (P) | 16:18(7:15) | Alan Quinlan 5 (P) Ronan O’Gara 13 (P pd 2K) | Ricoh Arena, Coventry Widzów: 30 325 Sędzia: Nigel Owens |
| 27 kwietnia 200815:00 | Census Johnston · Nick Lloyd                 | 16:18(7:15) | Rua Tipoki                                   | Ricoh Arena, Coventry Widzów: 30 325 Sędzia: Nigel Owens |

| 26 kwietnia 200815:00 | London Irish                                                   | 15:21(10:15) | Tuluza                                                                        | Twickenham Stadium Londyn Widzów: 30 559 Sędzia: Alan Lewis |
| 26 kwietnia 200815:00 | Peter Hewat 5 (pd K) Sailosi Tagicakibau 5 (P) Topsy Ojo 5 (P) | 15:21(10:15) | Jean-Baptiste Élissalde 11 (pd 3K) Manu Ahotaeiloa 5 (P) William Servat 5 (P) | Twickenham Stadium Londyn Widzów: 30 559 Sędzia: Alan Lewis |

| 24 maja 200817:00 | Munster                                   | 16:13(10:6) | Tuluza                                                | Millennium Stadium, Cardiff Widzów: 74 417 Sędzia: Nigel Owens |
| 24 maja 200817:00 | Denis Leamy 5 (P) Ronan O’Gara 11 (pd 3K) | 16:13(10:6) | Jean-Baptiste Élissalde 8 (pd dg K) Yves Donguy 5 (P) | Millennium Stadium, Cardiff Widzów: 74 417 Sędzia: Nigel Owens |
| 24 maja 200817:00 | Fabien Pelous                             | 16:13(10:6) |                                                       | Millennium Stadium, Cardiff Widzów: 74 417 Sędzia: Nigel Owens |